# Raimbaut de Vaqueiras

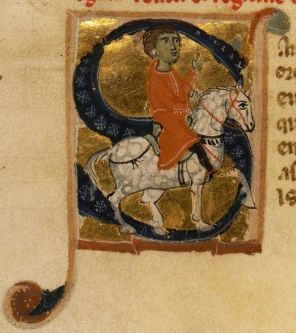
Een illustratie van Raimbaut de Vaiqueiras uit een middeleeuws boek, Bibliothèque Nationale Française, Parijs

Raimbaut de Vaqueiras (ca. 1180 – 1207) was een Provençaals troubadour en in zijn latere leven, ridder. Hij verbleef tijdens zijn leven met name aan de Italiaanse hoven.

## Biografie
Raimbaut kwam oorspronkelijk uit het plaatsje Vacqueyras, nabij Orange. Het grote deel van zijn leven was hij te vinden aan de zijde van Bonifatius I van Monferrato. Gedurende zijn assistentie aan zijn beschermer claimde hij het ridderschap, nadat hij zijn heer had beschermd in de slag om Messina. Hij nam in 1204 deel aan de Vierde Kruistocht. Zo was hij aanwezig bij de inname van Constantinopel in dat jaar en begeleidde daarna Bonifatius naar Thessaloniki, waar Bonifatius koning werd. Waarschijnlijk stierf Raimbaut samen met Bonifatius na een hinderlaag van Bulgaren in 1207.
Raimbaut de Vaqueiras was voor zijn tijd een veelzijdig troubadour, hij componeerde zijn liederen in verschillende stijlen. Hij bracht samen met Perdigon en Ademar de Peiteus het oudst bewaarde Torneyamen ten gehore, een muzikaal debat tussen twee personen. Er zijn in totaal 33 liederen van hem bewaard gebleven.